# Антоновиц, Алина
Алина Антоновиц (по фамилии бывшего мужа), также известная как «Бабушка Алина» (англ. «Granny Alena» или «Granny Alina» (? — 1969) — самозванка, выдававшая себя за великую княжну Марию Николаевну, «чудом спасшуюся от расстрела».

## Гибель царской семьи
Великой княжне Марии Николаевне было 19 лет, когда она (согласно официальной версии) была расстреляна вместе со своей семьёй в ночь с 16 на 17 июля 1918 года в подвале в Доме Ипатьева в Екатеринбурге. Её смерть была проверена и засвидетельствована очевидцами. Например, Яков Юровский, чекист и один из главных участников расстрела, утверждал, что вся семья и окружение были убиты. Впрочем, сторонники версии «чудесного спасения» видят поддержку своих идей в воспоминаниях участника расстрела, что одна из великих княжон осталась жива и неожиданно закричала, так что её пришлось добивать.

## Появление «бабушки Алины»
Неизвестная, называющая себя Алиной, по воспоминаниям Луиса Дюваля в 1925 году неизвестно откуда прибыла в Южную Африку, в сопровождении человека на 37 лет её старше, которого все звали Фрэнк, и двумя мальчиками. Появление этой пары вызвало толки, гадали, женой или дочерью Фрэнка была неизвестная.
В конечном итоге, Алина действительно вышла замуж за Фрэнка и поселилась на небольшой ферме в деревеньке Дурбан, где занялась ветеринарией.
В 1945 году Фрэнк умер, и Алина вторично вышла замуж, на сей раз за грека по имени Гарри Карамидас. Строго говоря, она не была связана с семьёй Луиса Дюваля, но в маленькой деревеньке все знали друг друга; к тому же Алина любила детей, и близко сошлась с семьёй Дюваль, так что дети начали звать её «бабушкой».
Он вспоминал, в своей книге, что Алина отчаянно боялась полицейских, и при любом появлении патрульной службы, укрывалась в доме.
По вечерам у нас не было электричества, так что семья собиралась у керосиновой лампы — вспоминает Луис Дюваль — Мы все бывало шутили и смеялись, бабушка Алина пела нам русские колыбельные и народные деревенские песни, а мы дружно хлопали в ладоши. Иногда она рассказывала о своём прошлом, таким образом я и узнал, что она была когда-то российской принцессой. Она рассказала нам, что вся её семья погибла, и ей единственной удалось спастись.
Впрочем, на дальнейшие расспросы «внука», о том, как собственно ей удалось остаться в живых, Алина отказалась отвечать наотрез, объяснив ему, что если правда выйдет наружу, её похитят и силой увезут в Россию.
В 1969 году она умерла. После смерти не удалось разыскать ни одного документа, удостоверяющего её личность. Хоронили её опять же тайно, ничем не обозначив могилу, единственное, что отмечает в своей книге Дюваль, недалеко находилась могила её первого мужа — Фрэнка. Следы её двух сыновей также потерялись. В 1976 подросший Луис Дюваль вместе с матерью перебрался в Австралию.

## Попытки установить истину
В 1993 году, вспоминает Дюваль, после того, как в газетах появились сообщения о находке останков царской семьи, и отсутствии среди них цесаревича Алексея и одной из дочерей (Марии или Анастасии?), вся история вновь всплыла у него в памяти. Если верить книге, он с удивлением убедился, что «бабушка Алина» была чересчур хорошо осведомлена обо всех обстоятельствах расстрела.
От неё так и не удалось добиться, каким именем она звалась в России, потому вначале Дюваль предположил, что речь идёт об Анастасии Николаевне.
Дювалю удалось добиться разрешения на эксгумацию останков и пересылку их в Австралию, в Перт. Здесь, в университете Монаш предполагалось провести ДНК-экспертизу останков, что позволило бы установить истину.
Все хлопоты Дюваля закончились ничем — в жарком и влажном климате Южной Африки останки Алины практически полностью разложились и были загрязнены внешними включениями, так что необходимые исследования провести не удалось.
Не теряя всё-таки надежды, Дюваль отправился в Великобританию, где предполагалось повторить исследования для верности в двух университетских лабораториях — Шеффилде и Манчестере. Для Луиса Дюваля, результат остался прежним. Останки для идентификации оказались непригодны.
Однако же, профессор Эндрю Чемберлен (университет Шеффилда) и группа медицинских экспертов из Манчестера, попытались сопоставить череп Алины с сохранившимися фотографиями царских дочерей. Что касается Анастасии — эту гипотезу отмели сразу, Марии — эксперты дали весьма осторожное заключение о том, что «найдено некоторое сходство».
Впрочем, Дюваль не собирается складывать оружие. Среди прочего, он опубликовал свою книгу в надежде разыскать двух сыновей Алины, могущих предоставить ему генетический материал для анализа и решения давней проблемы.

## Конец истории
Пожалуй, окончательную точку в истории «бабушки Алины» поставила находка в июле 2007 года. В Поросёнковом логе, вблизи Старой Коптяковской дороги, была найдена вторая могила, расположенная в 67 м от первой. В этой второй яме были обнаружены останки девушки порядка 20 лет и мальчика — порядка 12-13, предположительно — цесаревича Алексея и великой княжны Марии. Наличие второй могилы полностью соответствует отчёту Юровского, где он пишет, что приказал похоронить Марию и Алексея отдельно, чтобы сбить с толку белогвардейцев, когда они будут пытаться разыскать останки царской семьи. Пули, найденные в том же захоронении, как подтвердила экспертиза, были выпущены из того же оружия, как и пули, найденные в основной могиле. Здесь же были найдены осколки японских сосудов с остатками серной кислоты, опять же соответствующие осколкам в основной могиле. ДНК-экспертиза, проводившаяся в исследовательских институтах Великобритании и США подтвердила окончательно — найдены останки великой княжны Марии и цесаревича Алексея, так что «бабушка Алина» — кем бы она ни была, по всей видимости, ввела «внука» в заблуждение.